# بینجو
بینجو یا بِنجو 
(به بلوچی: بینجو) نوعی ساز موسیقی است مجهز به کیبورد است که در موسیقی بلوچستان استفاده می‌شود.
بنجو جایگاه مهمی در میراث موسیقی بلوچستان دارد. این صدایی غنی و مسحورکننده ایجاد می‌کند که به بخشی جدایی ناپذیر از موسیقی محلی بلوچستان تبدیل شده‌است.
نوازندگان بلوچ به تدریج آن را برای اکثر اجراهای معاصر پذیرفتند و قالب بافتی دلربا را توسعه دادند.
امروزه در تمام نواحی بلوچستان به ویژه در شهرها از بینجو در انواع موسیقی همراه با سازهای رایج بلوچی استفاده می‌شود.
بنجو عمدتاً به عنوان یک ساز تکنواز همراه با دهل و تنبور نواخته می‌شود. گاهی با سرووز (en) ترکیب می‌شود.

## شکل ساز
حدود ۱ متر طول، ۱۰ تا ۱۲ سانتی‌متر عرض و جعبه صدا حدود ۵ سانتی‌متر ارتفاع دارد و شش سیم دارد. سیم‌های ۱ و ۲، ۵ و ۶ به عنوان سیم‌های بوردون (پهپاد) استفاده می‌شوند و روی تونیک و پنجم یا چهارم کوک می‌شوند. در گام نسبی C و G یا F. سیم‌های میانی ۳ و ۴ به صورت هماهنگ با F یا G تنظیم می‌شوند و فرت شده‌اند و می‌توان با فشار دادن کلیدهای فلزی آن‌ها را کوتاه کرد. ترازو از G تا A, B مسطح یا B رنگی است. دست راست با استفاده از یک پلکترون چوبی یا پلاستیکی سیم‌ها را می‌نوازد، دست چپ کلیدها را انگشت می‌گذارد.

## سازندگان و نوازندگان بنجو
عبدالرحمن سوری زهی (en) متولد بلوچستان ایران به عنوان بزرگ‌ترین نوازنده ساز یاد می‌شود. او اکنون در نروژ زندگی می‌کند.
محمدعلی دلنواز هنرمند بلوچ آهنگساز، نوازنده و سازنده ساز بنجو است.
نور بخش متولد بلوچستان پاکستان است و از سن ۱۲ سالگی بنجو می‌نواخت. اگرچه او بیشتر دوران حرفه ای خود را با نواختن در عروسی‌ها و مجالس کوچک گذراند، اما آثار او در اواخر عمرش مخاطبان بین‌المللی پیدا کرد.